# Antonio Piedade da Cruz
Antonio Piedade da Cruz, también conocido como “A.P. d´Cruz” o simplemente “Cruzo” (22 de agosto de 1895 – 1982) fue un pintor y escultor del siglo veinte originario de Goa, La India Portuguesa.

## Comienzos
Nació el 22 de agosto de 1895 en el pueblo de Velim en Salcete y se inscribió en la Escuela de Arte Jamsetjee Jeejebhoy de Bombay en 1916. Cruzo estudió bajo la tutoría de Gladstone Salomon, M. V. Dhurandhar y Agoskar, graduándose en 1920. En 1922 continúo sus estudios en Europa después de haber obtenido una beca en la Universidad de las Artes de Berlín con el estatus de “estudiante maestro” (Meistershüler). Él estudió allí bajo la tutoría de Arthur Kampf, Ferdinand Spiegel y Paul Plontke.

## Carrera
Cruzo llamó la atención del Dr. Alberto da Veiga Simões, Embajador Portugués en Berlín, cuando pidió a un periódico alemán rectificara un artículo en el que fue descrito como un “Portugués de la India”, insistiendo que él era un “indio puro”. Con el apoyo del Embajador, Cruzo realizó su primera exhibición individual en Lisboa en octubre de 1925. Cruzo regresó a la India atendiendo la solicitud del Maharaja de Travancore. 
Cruzo se estableció en Bombay y se convirtió en un reconocido escultor y pintor de retratos tanto de la realeza India como de la élite extranjera. Entre los personajes que posaron para ser retratados por Cruzo están Philip Chetwode, Luis Mountbatten, Lallubhai Salmaldas y Purshottamdas Thakurdas.
Su estudio, conocido como “Cruzo Studio”, situado en el Estadio de Brabourne se convirtió en un importante lugar de encuentro, incluyendo a los integrantes del movimiento de liberación de Goa. A pesar de las ligas que Cruzo tenía con los ricos y famosos, su trabajo se concentró en plasmar la pobreza y la injusticia social, así como a los campesinos y pescadores que cumplían arduas horas de trabajo. Cruzo también pintó vistosas alegorías y desnudos.
Una reunión con Mahatma Gandhi dio a Cruzo una nueva inspiración y de allí en adelante el tema político dominó su trabajo, primero el Movimiento de Independencia Indio, la Partición y más tarde Guerra de Liberación de Bangladés y la Guerra de Vietnam. Cruzo murió en 1982 y permanece en la historia como uno de los artistas más notables de Goa.
Después de muchos años de olvido, el trabajo de Cruzo fue re descubierto. En 2016, Ranjjit Hoskote estuvo a cargo de curar una exhibición de 16 pinturas al óleo del pintor. Estas se exhibieron en Sunaparanta, Centro de Artes de Goa.